# Koszaliński Rower Miejski
Koszaliński Rower Miejski – system bezobsługowych wypożyczalni rowerów miejskich, działający w Koszalinie od 27 kwietnia 2018 roku. System składa się z 20 stacji i 170 rowerów (w tym 15 z fotelikami dziecięcymi) obsługiwanych przez firmę Nextbike Polska.
W 2019 roku 13 tys. użytkowników skorzystało z rowerów 52,5 tys. razy.
W 2021 roku koszalińskie rowery miejskie wypożyczane były 33 864 razy, do systemu zarejestrowało się 2859 nowych użytkowników, a wypożyczający przejechali na rowerach miejskich 108 731 km (67 562 mi).
W 2022 roku koszalińskie rowery miejskie wypożyczane były 45 119 razy (o 11 255 więcej niż w roku 2021), do systemu roweru miejskiego zarejestrowało się 2731 nowych użytkowników, a wypożyczający przejechali na rowerach miejskich 139 729 km (86 824 mi) (o 30 998 km (19 261 mi) więcej niż w poprzednim roku).

## Stacje
| Lokalizacja        | Liczba stojaków | Współrzędne                                   |
| ------------------ | --------------- | --------------------------------------------- |
| Unii Europejskiej  | 13              | 54°13′05,1″N 16°10′18,2″E/54,218070 16,171710 |
| Bukowe             | 13              | 54°12′47,1″N 16°12′02,7″E/54,213080 16,200760 |
| Morskie            | 12              | 54°12′27,8″N 16°09′37,0″E/54,207730 16,160280 |
| Strefa Ekonomiczna | 12              | 54°11′42,7″N 16°08′52,5″E/54,195200 16,147930 |
| Traugutta          | 12              | 54°11′27,9″N 16°12′38,3″E/54,191080 16,210650 |
| Żytnia             | 12              | 54°09′52,9″N 16°11′05,7″E/54,164700 16,184930 |
| Zagórzyno          | 12              | 54°10′40,9″N 16°13′34,3″E/54,178030 16,226190 |
| Chełmoniewo        | 12              | 54°11′18,3″N 16°14′03,9″E/54,188410 16,234420 |
| Stawisińskiego     | 13              | 54°11′12,7″N 16°11′30,5″E/54,186850 16,191810 |
| Targowisko         | 14              | 54°11′01,4″N 16°11′03,7″E/54,183710 16,184350 |
| Dworzec            | 14              | 54°11′26,4″N 16°10′16,2″E/54,190680 16,171180 |
| Ratusz             | 15              | 54°11′25,5″N 16°10′55,3″E/54,190410 16,182040 |
| Gnieźnieńska       | 15              | 54°10′35,0″N 16°11′54,5″E/54,176380 16,198470 |
| Politechnika       | 14              | 54°12′18,0″N 16°11′49,7″E/54,204990 16,197130 |
| Budowlanka         | 13              | 54°11′55,3″N 16°12′08,4″E/54,198690 16,202330 |
| Zielona            | 12              | 54°11′25,2″N 16°13′12,7″E/54,190320 16,220200 |
| Zagroda Jamneńska  | 6               | 54°14′43,6″N 16°10′13,0″E/54,245440 16,170280 |
| Wąwozowa           | 10              | 54°12′40,1″N 16°11′01,6″E/54,211140 16,183770 |
| Przemysłowa        | 10              | 54°12′10,8″N 16°09′30,2″E/54,202990 16,158390 |
| Wodna dolina       | 12              | 54°10′42,1″N 16°12′29,6″E/54,178350 16,208220 |